# Rajustement
Rajustement (titre original : Adjustment Team) est une nouvelle américaine de Philip K. Dick, parue dans le magazine Orbit Science Fiction en 1954
Elle a servi de base au film L'Agence sorti en 2011.

## Résumé
Un homme appelé « le greffier » s'approche d'un chien qui parle et explique d'une manière professionnelle que le « secteur T137 » est prévu pour un « ajustement » à 9 heures. Il ordonne au chien d'aboyer à exactement 8 h 15, ce qui, selon le greffier, convoquera « un ami avec une voiture », qui amènera le vendeur immobilier Ed Fletcher au travail avant 9 h. Toutefois, pendant que le greffier est préoccupé, le chien s'endort et aboie une minute trop tard.
À l'intérieur de la maison d'Ed, alors qu'il se prépare pour le travail, Ed est abordé par un vendeur d'assurances en porte-à-porte et ne part au travail qu'à 9 h 30. Ed arrive à son immeuble de bureaux, mais en marchant sur le trottoir, se retrouve dans une version sans soleil du monde où tout et tout le monde est immobile, gris cendré et s'effondre à son contact. Ed est abordé par des hommes en robe blanche, qui parlent de « épisode psychotique ».

## Accueil
Richard Mullen, le fondateur de la revue Science Fiction Studies , a décrit l'histoire comme la « première tentative » de Dick sur le thème « tunnel sous le monde » de Frederik Pohl, dans lequel on imagine que l'existence mondaine est totalement le produit de manipulateurs invisibles. Cependant, Mullen a peut-être inversé la relation par inadvertance, considérant que Philip K. Dick a d'abord publié son histoire , en septembre 1954, suivie de celle de Pohl en janvier 1955. Dans Philip K. Dick and Philosophy, un critique a vu l'histoire comme soulignant les préoccupations artistiques de Dick avec « l'éthique, l'existentialisme et la philosophie », affirmant que l'histoire — et le film vaguement basé sur celle-ci — concernait finalement « la façon de vivre ».

## Adaptation
Une adaptation de cette nouvelle a été produite par Electric Shepherd Productions et Media Rights Capital : le film intitulé L'Agence, réalisé par George Nolfi, est sorti au cinéma en 2011.